# Castillo de Urueña
El castillo de Urueña se encuentra en la población de Urueña (Villa del Libro), provincia de Valladolid, Castilla y León, España.

## Historia

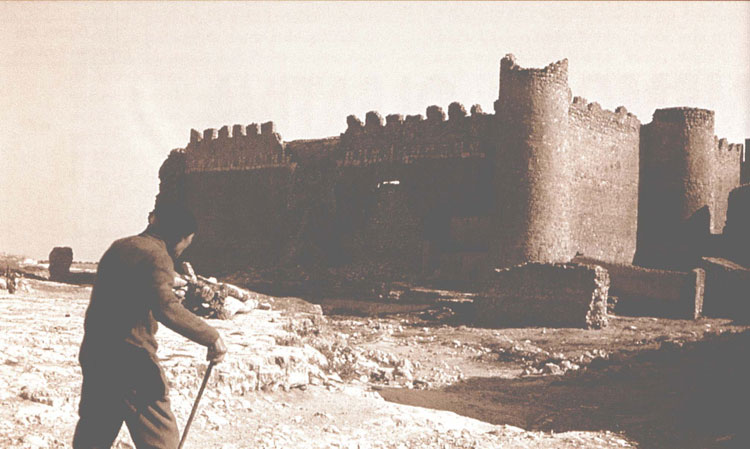
Imagen antigua del castillo

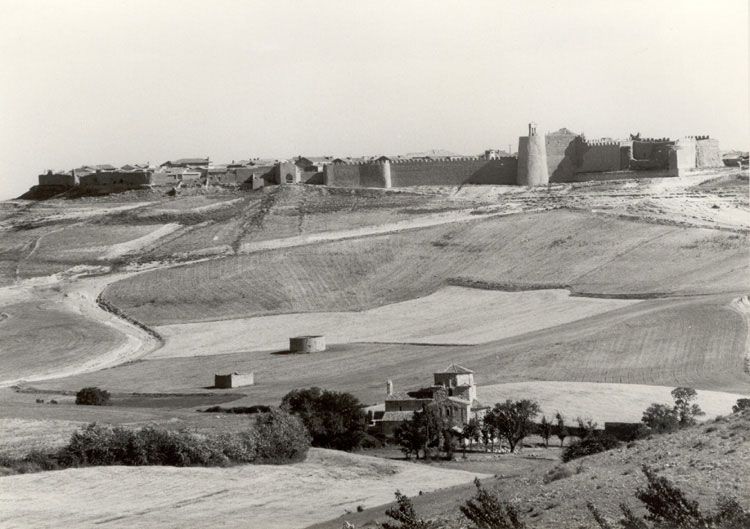
Foto antigua de la muralla de Urueña y el castillo. En primer término está la ermita de La Anunciada

Con torre del homenaje cuadrada y cubos en las esquinas. Está bastante arruinado y ha servido durante muchos años como cementerio. Cuando se edificó fue una fortaleza muy importante, pues formaba línea fronteriza entre los reinos de Castilla y León, división que había llevado a cabo a mediados del siglo XII el rey Alfonso VII de Castilla.
Aquí vivieron personajes importantes de la historia de España. Fue la mansión habitual de doña María de Padilla, amante de Pedro I el Cruel. Otros estuvieron prisioneros, como la princesa de Portugal doña Beatriz, que más tarde casó con Pero Niño, señor de Cigales (Valladolid). El conde de Urgel Jaime II, derrotado en el Compromiso de Caspe y militarmente en Balaguer, fue juzgado y traído prisionero por don Fernando de Antequera. La leyenda cuenta que el huésped prisionero más famoso fue el conde castellano Pedro Vélez, al ser sorprendido en amoríos dentro del recinto con una prima carnal del rey Sancho III el Deseado. Un romance cuenta la historia completa, con estrofas tan descriptivas como ésta:

(...) que el conde don Pedro Vélez

en el palacio fue hallado

con una prima carnal

del rey Sancho el Deseado,

las calzas a la rodilla

y el jubón desabrochado…

## Galería

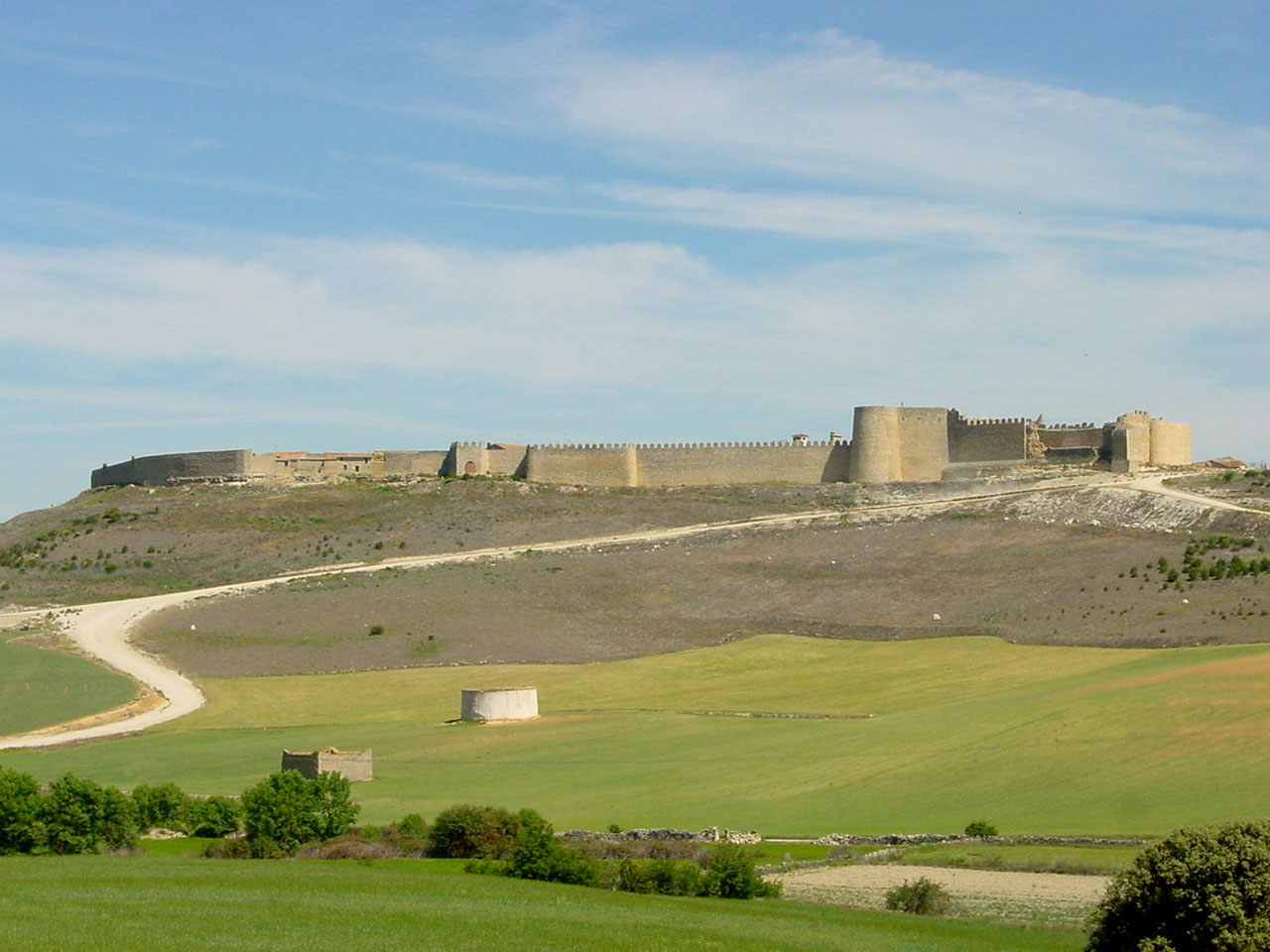
Vista de la muralla de Urueña, el castillo está a la derecha.
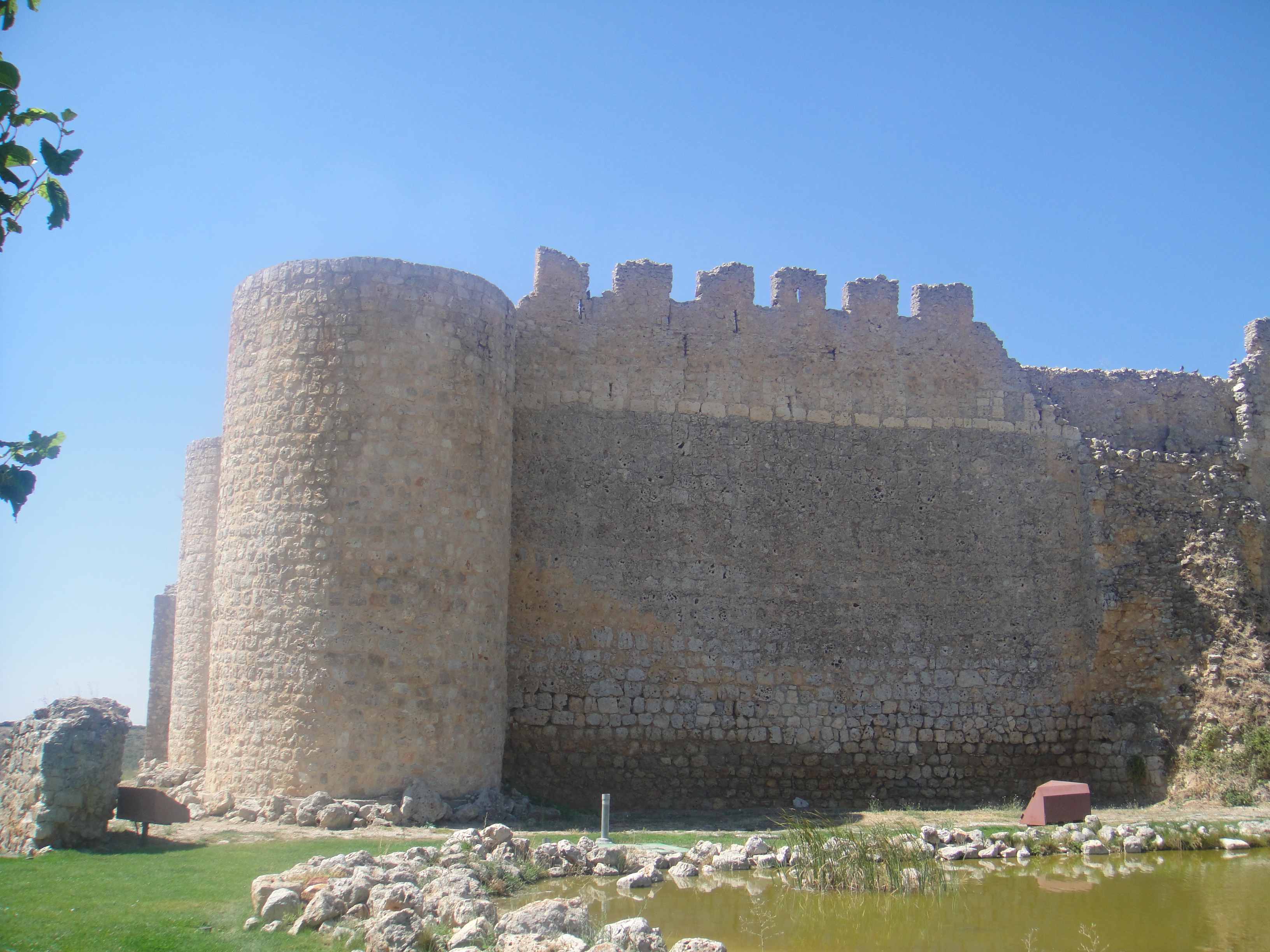
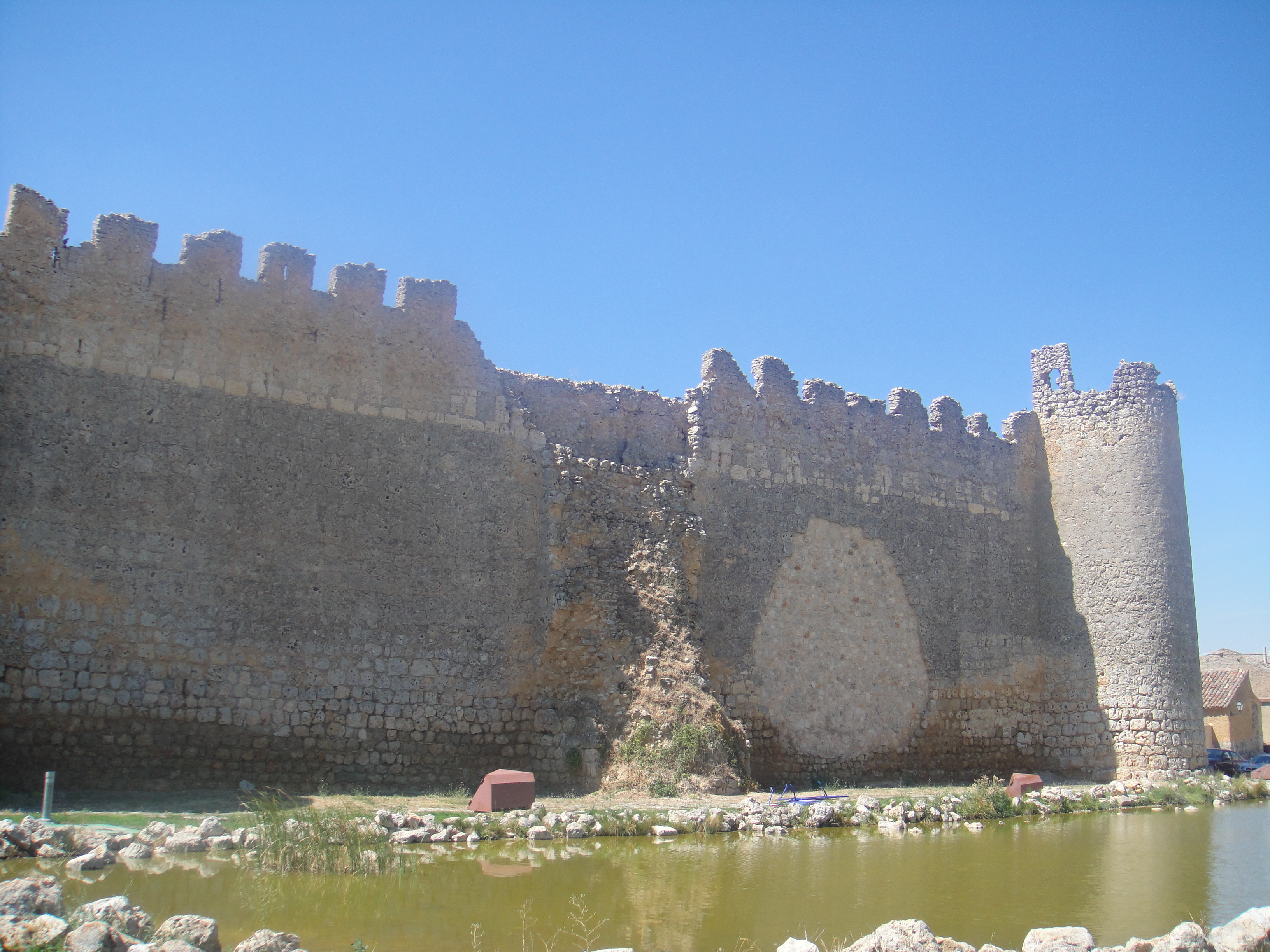
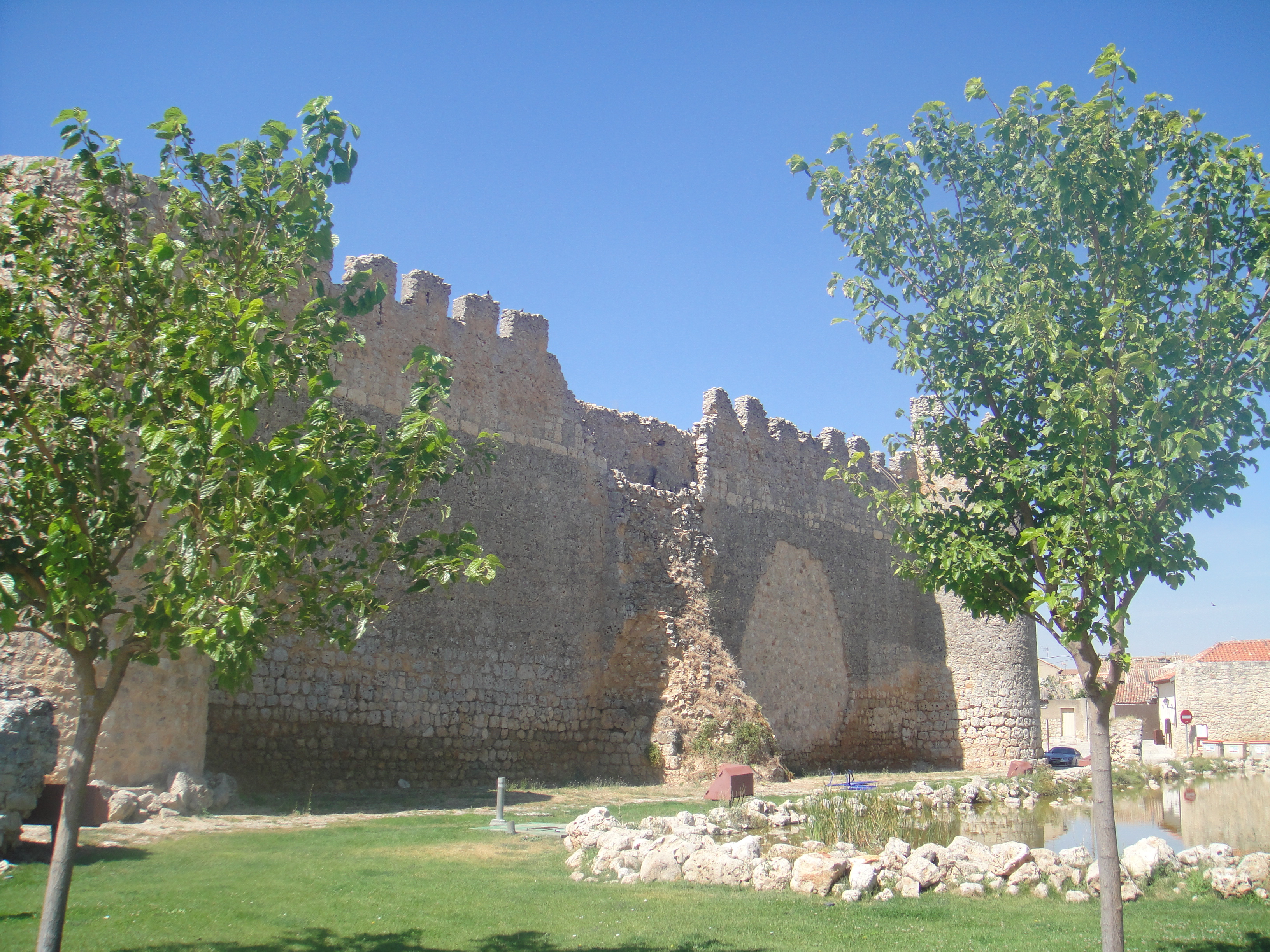